# Sassenheim vasútállomás
Sassenheim vasútállomás vasútállomás Hollandiában, Teylingen városában.

## Vasútvonalak
Az állomást az alábbi vasútvonalak érintik:
- Weesp–Leiden-vasútvonal

## Kapcsolódó állomások
A vasútállomáshoz az alábbi állomások vannak a legközelebb:
- Nieuw-Vennep vasútállomás
- Leiden Centraal vasútállomás